# Wielkie kodeksy biblijne

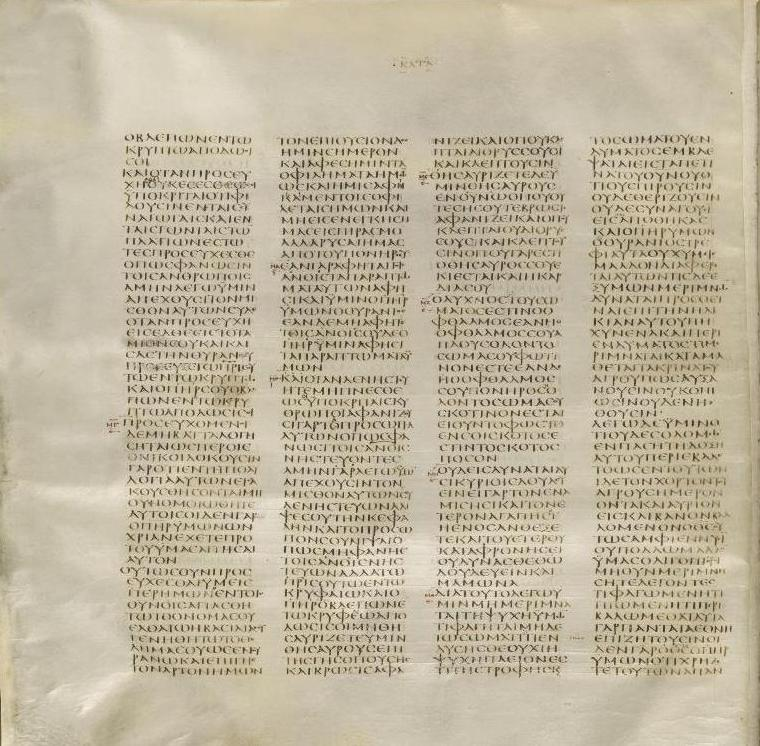
Codex Sinaiticus, strona z tekstem Mt 6,4−32

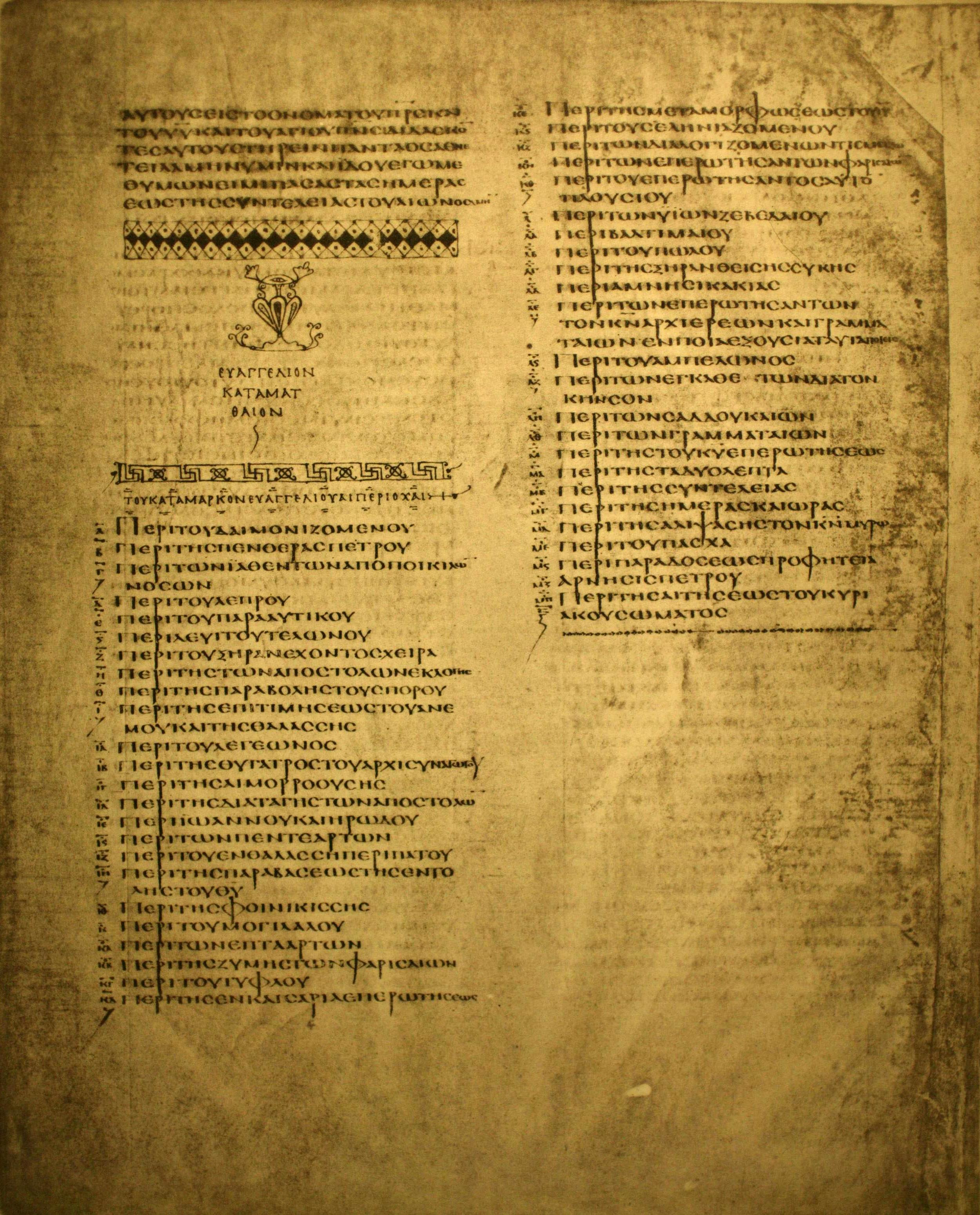
Alexandrinus – tablica κεφάλαια (spis treści) do Ewangelii Marka

Wielkie kodeksy biblijne − nazwa kodeksów biblijnych napisanych uncjałą, które zawierały całą grecką Biblię (Stary i Nowy Testament). Do naszych czasów zachowały się tylko cztery wielkie kodeksy: Kodeks Synajski (01), Kodeks Watykański (03), Kodeks Aleksandryjski (02) i Kodeks Efrema (04), wszystkie pochodzą z wieków IV−V. Tekst ich był wielokrotnie wydawany, zarówno dla całego rękopisu, jak i ich poszczególnych partii. Wszystkie są wysoko cenione przez krytyków tekstu i są wykorzystywane w krytycznych wydaniach zarówno Nowego Testamentu, jak i Septuaginty.
Spekuluje się, że powstanie wielkich kodeksów może mieć związek z rozporządzeniem Konstantyna Wielkiego z roku 332, który polecił Euzebiuszowi szybkie sporządzenie pięćdziesięciu egzemplarzy Biblii. Rękopisy z pełnym tekstem greckiej Biblii były rzadkością zarówno w starożytności, jak i średniowieczu.

## Opis

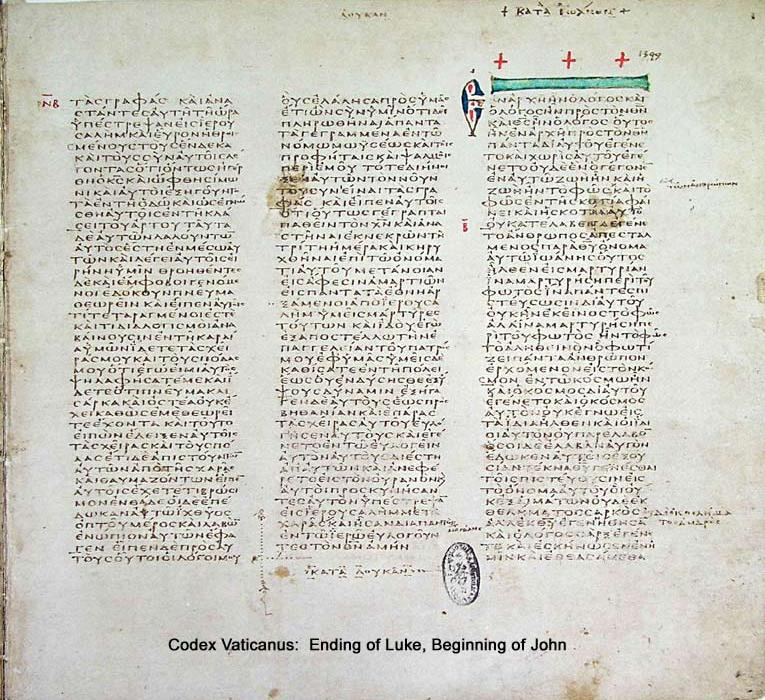
Kodeks Watykański, koniec Ewangelii Łukasza i początek Jana

Pomimo iż każdy z zachowanych wielkich kodeksów biblijnych został odkryty w innym miejscu i innym czasie, mają one szereg wspólnych cech. Wszystkie są kaligrafowane, pisane są uncjałą (albo majuskułą), według tego samego stylu, zwanym „biblijną uncjałą”. Rzadko są stosowane przerwy między wyrazami (scriptio continua). Słowa mogą kończyć się w innej linii niż się zaczęły. Każdy z kodeksów sporządzony został na pergaminie wysokiej jakości, a pisane były przez profesjonalnego skrybę.
Karty każdego z kodeksów ułożone zostały w formacie quarto (tj. cztery karty w jednym foliale). Rozmiary kart są o wiele większe niż papirusowych kodeksów:
Kodeks Synajski (01) – 38 × 34 cm
Kodeks Watykański (03) – 27 × 27 cm
Kodeks Aleksandryjski (02) – 32 × 26 cm
Kodeks Efrema (04) – 33 × 27 cm
Wśród papirusów największe rozmiary miał papirus 74 – 19 × 31 cm, nie były to jednak typowe rozmiary. Bardziej typowe były rozmiary papirusu 66, które wynosiły 14 × 16 cm.
Spośród wielkich kodeksów najbardziej pierwotny system podziału tekstu czterech Ewangelii prezentuje Kodeks Watykański. Pozostałe kodeksy dzielą go według krótkich Sekcji Ammoniusza. Kodeks Aleksandryjski i Efrema stosują również drugi system podziału według dłuższych jednostek − κεφάλαια (rozdziały). Kodeks Watykański przygotowany został w najprostszym i najbardziej archaicznym stylu (niemal całkowity brak dekoracji). Watykański i Synajski nie stosują inicjałów, podczas gdy Aleksandryjski i Efrema – stosują. Watykański nie ma wprowadzenia do Księgi Psalmów, co stało się standardem po roku 325 (Synajski je zawiera). Nie ma pewności, czy Watykański zawierał Apokalipsę, natomiast pozostałe wielkie kodeksy ją zawierają. Jakkolwiek kolejność ksiąg biblijnych jest rozmaita, to wszystkie cztery umiejscawiają List do Hebrajczyków po Liście do Galatów.
Kodeks Efrema zawiera tekst Mt 16,2b-3 (znaki czasu). Nie zawierają go natomiast kodeksy Synajski i Watykański. Kodeks Aleksandryjski ma lukę od 1,1 do 25,3 i nie wiadomo, czy w ogóle zawierał ten tekst. Łk 22,43-44 (krwawy pot Jezusa) zawarty jest w Kodeksie Synajskim, brak go natomiast w Aleksandryjskim i Watykańskim. Kodeks Efrema ma w tym miejscu lukę. Wszystkie cztery kodeksy nie zawierały tekstu Pericope adulterae (J 7,53 – 8,11). W przypadku Kodeksu Aleksandryjskiego oraz Kodeksu Efrema tekst perykopy przypada na utracone karty, jednak porównanie objętości tekstu z objętością kart wskazuje, że nie było jej w oryginalnym tekście rękopisu. Tekst J 5,4 zawarty jest tylko w Kodeksie Aleksandryjskim. Ponadto Kodeks Synajski i Watykański nie zawierają Dłuższego zakończenia Marka.
Każdy z wielkich kodeksów został skopiowany z szeregu mniejszych rękopisów, zawierających poszczególne partie Starego i Nowego Testamentu. Przypuszcza się, że tekst Nowego Testamentu był kopiowany z 4-8 papirusowych rękopisów (bądź 3-8), natomiast tekst Starego Testamentu ze znacznie większej liczby rękopisów. Zdaniem współczesnych krytyków tekstu Nowego Testamentu, każdy z kodeksów bazował na możliwie najlepszych, dostępnych rękopisach. Niemniej wykorzystane rękopisy były różnego pochodzenia i przekazywały tekst różnej jakości. Najwyżej cenionymi wśród wielkich kodeksów są Kodeks Synajski i Watykański, najniżej – Kodeks Efrema.
Oprócz czterech wymienionych kodeksów zachowały się do naszych czasów jeszcze trzy greckie rękopisy z tekstem pełnej Biblii, wszystkie pochodzą z wieków XIV-XV. Również rękopisy z pełnym tekstem Nowego Testamentu były rzadkością, a wszystkie powstały po roku 900. Oznacza to, że w greckim chrześcijaństwie pełna Biblia była rzadkością. Była natomiast nieco bardziej popularna w zachodnim chrześcijaństwie, o czym świadczą zachowane rękopisy Wulgaty z pełnym tekstem łacińskiej Biblii.

## Wydania tekstu

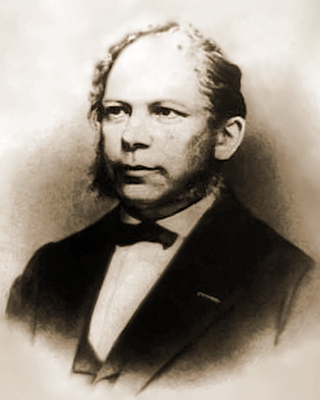
Tischendorf opublikował tekst Kodeksu Efrema, Synajskiego oraz pseudo-facsimile Watykańskiego (Nowy Testament)

Pierwszym wielkim kodeksem, który stał się dostępny dla uczonych, jest Kodeks Aleksandryjski. Jego tekst został wydany w 1786 roku przez  Carla Gottfrieda Woide'a (1725-1790). Woide nie uniknął jednak pewnych błędów, np. w 1 Tm 3,16. W latach 1879–1883 tekst kodeksu został wydany metodą fototypicznego facsimile przez Edwarda Maunde Thompsona, a w 1909 roku przez F.G. Kenyona. W roku 2007 tekst kodeksu został zdigitalizowany przez Centrum Badań Manuskryptów Nowego Testamentu w oparciu o wydanie facsimile E. M. Thompsona z roku 1879.
Tekst Kodeksu Efrema opublikował Tischendorf: w 1843 (Nowy Testament) i w 1845 roku (Stary Testament). 
Kodeks Synajski został odkryty przez Tischendorfa w 1844 podczas jego wizyty na Synaju. Tekst kodeksu został przezeń opublikowany w 1862 roku. W 2009 roku opublikowano w internecie cyfrową wersję kodeksu. Był to rezultat wspólnej pracy British Library z pozostałymi bibliotekami przechowującymi poszczególne partie kodeksu.
W grupie wielkich kodeksów najpóźniej został opublikowany Kodeks Watykański, dopiero w latach 1889–1890 przez Giuseppe Cozza-Luzi. Tekst Nowego Testamentu wydany został w latach 1904–1907 i w 1968. Wydanie z 1999 roku naśladuje rzeczywisty kodeks.

## Znaczenie dla krytyki tekstu
Współczesne wydania greckiego tekstu Septuaginty opierają się na trzech pierwszych wielkich kodeksach. Najniżej wśród nich cenionym jest Kodeks Aleksandryjski. Jednak Kodeks Synajski ma dużo braków w Starym Testamencie, podczas gdy Kodeks Aleksandryjski jest niemal kompletny. Zdaniem krytyków tekstu w wielu księgach biblijnych jest użyteczną pomocą dla odtworzenia najstarszej formy tekstu.
Wydania greckiego Nowego Testamentu bazują na wszystkich czterech kodeksach. W Ewangeliach najwyżej cenionym jest Kodeks Watykański, w Listach Pawła – Kodeks Synajski.
W Listach powszechnych Kodeks Efrema posiada tekst lepszy niż Kodeks Watykański i Synajski. W Apokalipsie najwyżej cenionym jest Kodeks Aleksandryjski, a Kodeks Efrema jest świadkiem tej samej formy tekstu, co Kodeks Aleksandryjski.

## Inne wyróżniające się kodeksy
W XIX wieku Kodeks Bezy często bywał wymieniany obok wielkich kodeksów uncjalnych, pomimo iż nie zawierał tekstu całej Biblii. Został on wykonany tą samą metodą, co wielkie kodeksy i pochodzi z tego samego okresu. Scrivener w swoim dziele A Plain Introduction omówił go w tym samym rozdziale, co cztery wielkie kodeksy. Rozdział nosi tytuł „The Larger Uncials”. Do wielkich kodeksów zaliczył go Dean Burgon. Westcott i Hort w swoim The New Testament in the Original Greek (New York: Harper & Brothers, 1881) tekst czterech Ewangelii oparli na pięciu rękopisach: kodeksach Synajskim, Watykańskim, Bezy, Aleksandryjskim i Efrema, przy czym preferowane były dwa pierwsze. Jeżeli jednak Kodeks Bezy miał lekcję krótszą niż Synajski i Watykański, wtedy wybierano jego wariant. 
Wielkie kodeksy – z wyjątkiem Kodeksu Aleksandryjskiego – były często poprawiane przez korektorów; zmiany miały na celu uzgodnienie tekstu kodeksu z tekstem lokalnie obowiązującym. Krytyczne wydania Nowego Testamentu (np. NA27, NA28) cytują w aparacie krytycznym warianty owych korekt dla Kodeksu Synajskiego, Watykańskiego i Efrema. Poza wielkimi kodeksami warianty tekstu pochodzące od korektorów cytowane są tylko dla Kodeksu Bezy i Kodeksu z Clermont.